# Rote Buschhornblattwespe
Die Rote Buschhornblattwespe (Neodiprion sertifer) ist eine Art aus der Familie der Buschhornblattwespen (Diprionidae). Die Art wurde 1785 von Étienne Louis Geoffroy erstmals als Tenthredo sertifer beschrieben.

## Merkmale
Adulte Blattwespen werden 7–9 mm lang. Weibchen sind überwiegend rötlichbraun gefärbt, die Männchen schwarz, mit rötlichbraunen Beinen. Die Männchen besitzen gekämmte Fühler, während die der Weibchen schwach gesägt sind. Häufiger als die adulten Exemplare findet man Larvenkolonien an Kiefern. Die Larven weisen einen graugrünen Rumpf und einen schwarzen Kopf auf. Auf der Oberseite verläuft ein heller, schwarz gesäumter Mittelstreifen.

## Verbreitung und Lebensraum
Die Art ist weit verbreitet in Europa. Sie fehlt im Westen der Iberischen Halbinsel, in Irland, Italien und weiten Teilen der Balkanhalbinsel, sowie im nördlichen Skandinavien. Nach Osten hin kommt sie bis nach Russland und in den Kaukasus vor. 
In Nordamerika wurde die Art im 20. Jahrhundert eingeschleppt und lebt vor allem im Osten, im Grenzbereich der Vereinigten Staaten und Kanada und rund um die Großen Seen. Außerdem gibt es ein Vorkommen im Westen von Nordamerika, an der Pazifikküste. Hier lebt die Art im US-Bundesstaat Washington und im Südwesten der kanadischen Provinz British Columbia.
Als Lebensraum werden Kiefernwälder oder Wälder und Landschaften mit Kiefern-Vorkommen besiedelt.

## Lebensweise
Im April und Mai schlüpfen die Larven, die sich von den alten Nadeln von Kiefern, bevorzugt Waldkiefern, ernähren. Anfangs befressen 6–8 Junglarven eine Nadel, Altlarven meist nur in Zweiergruppen. Eine Kolonie aus etwa 80–100 Larven bleibt stets zusammen und besiedelt auch zusammen neue Zweige. Nach etwa 2 Wochen sind am Ende der Kiefernzweige hellgrüne abgenagte Nadeln zu erkennen. Bei Störung zeigen sie eine auffällige Schreckstellung, bei der sich die Larven mit dem Kopf rückwärts krümmen. Die Larven verpuppen sich schließlich in selbst gesponnenen, schwarzgrauen Kokons zwischen den Nadeln. Im Spätsommer und Herbst schlüpfen die adulten Exemplare, paaren sich und die Weibchen legen im September und Oktober ihre Eier an die Zweige von Kiefern. Diese überwintern. Es gibt meist periodisch auftretende Massenvermehrungen, bei denen es zu Schadwirkungen an jungen Bäumen kommen kann. Die Larven von Neodiprion sertifer fressen die Kiefernnadeln komplett bis zu deren etwa 1 cm langen Ansatz, während die Larven von Diprion pini die Mittelrippe übrig lassen. Als Feinde sind unter anderem Spitzmäuse, Waldmaus und Rötelmaus als Kokonfresser bekannt, sowie die Larven der Wollschweber-Art Exhyalanthrax afer als Räuber der Blattwespenkokons. Weiterhin ist die Schlupfwespengattung Exenterus als Antagonist zu nennen.

## Taxonomie
Das Basionym der Art lautet Tenthredo sertifer, der heute gültige Name Neodiprion sertifer. In der Literatur finden sich folgende Synonyme: Hylotoma rufa Fallén, 1807 und Neodiprion rufa Latreille, 1807.

## Bilder

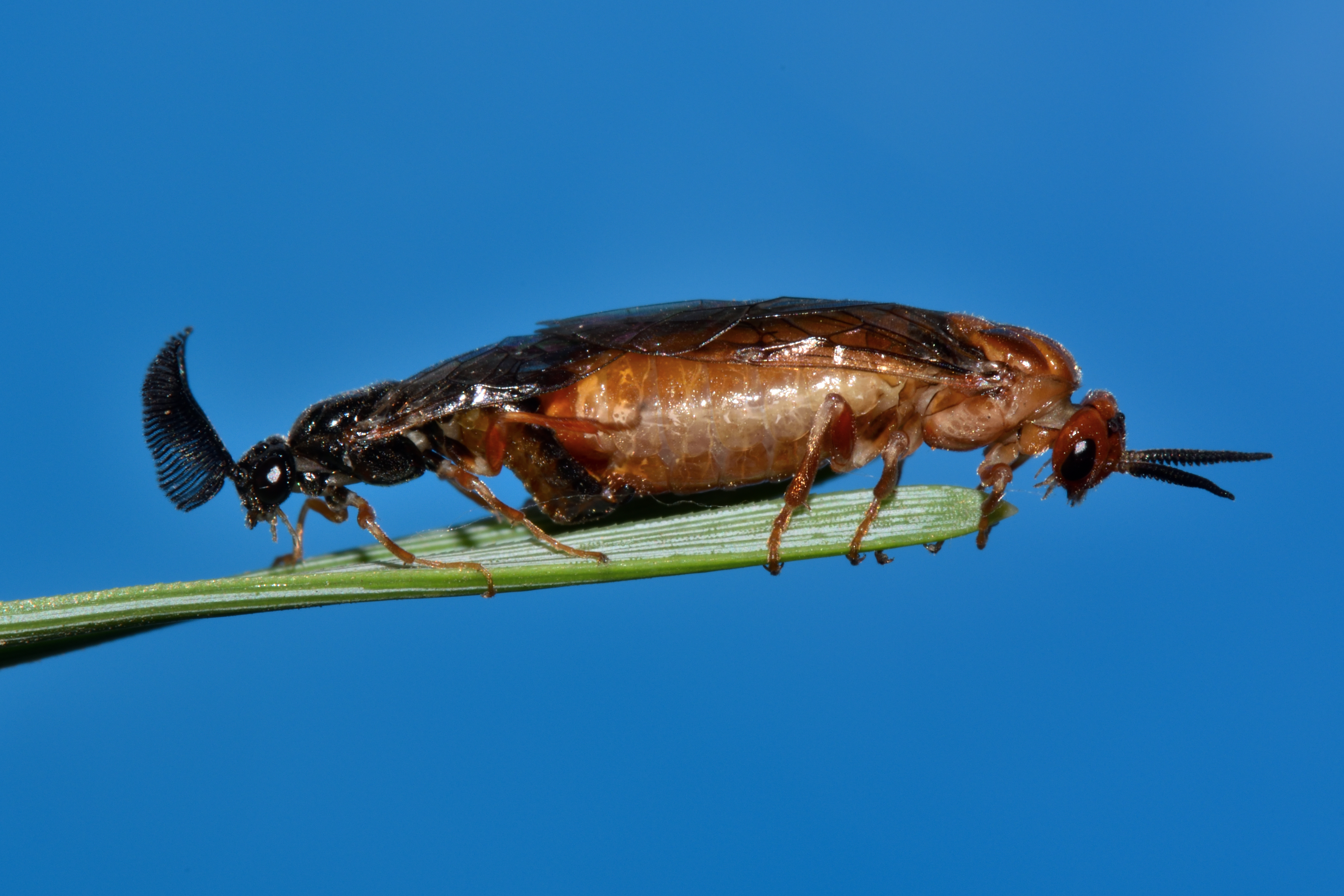
Kopula, links das Männchen
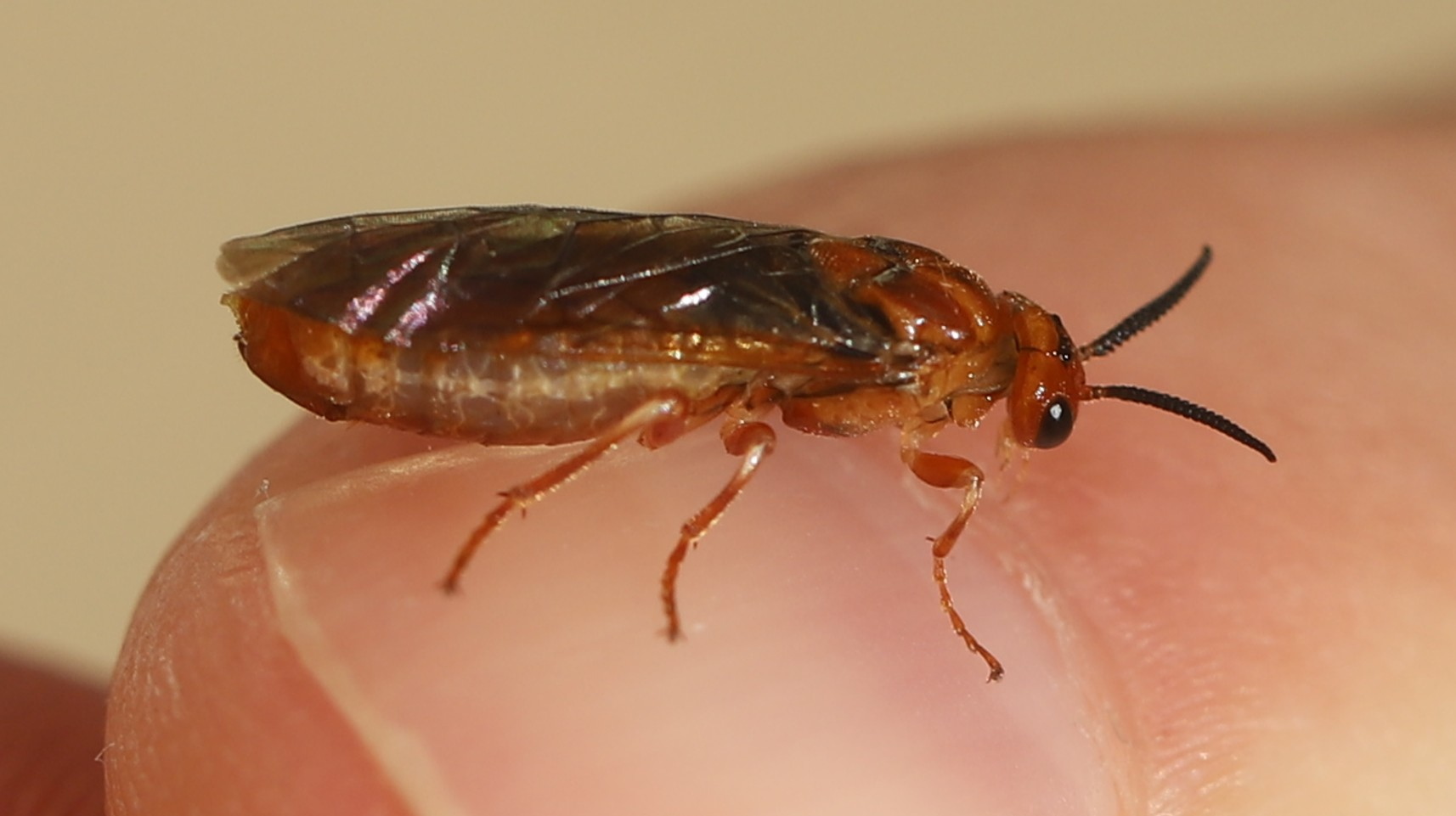
Weibchen
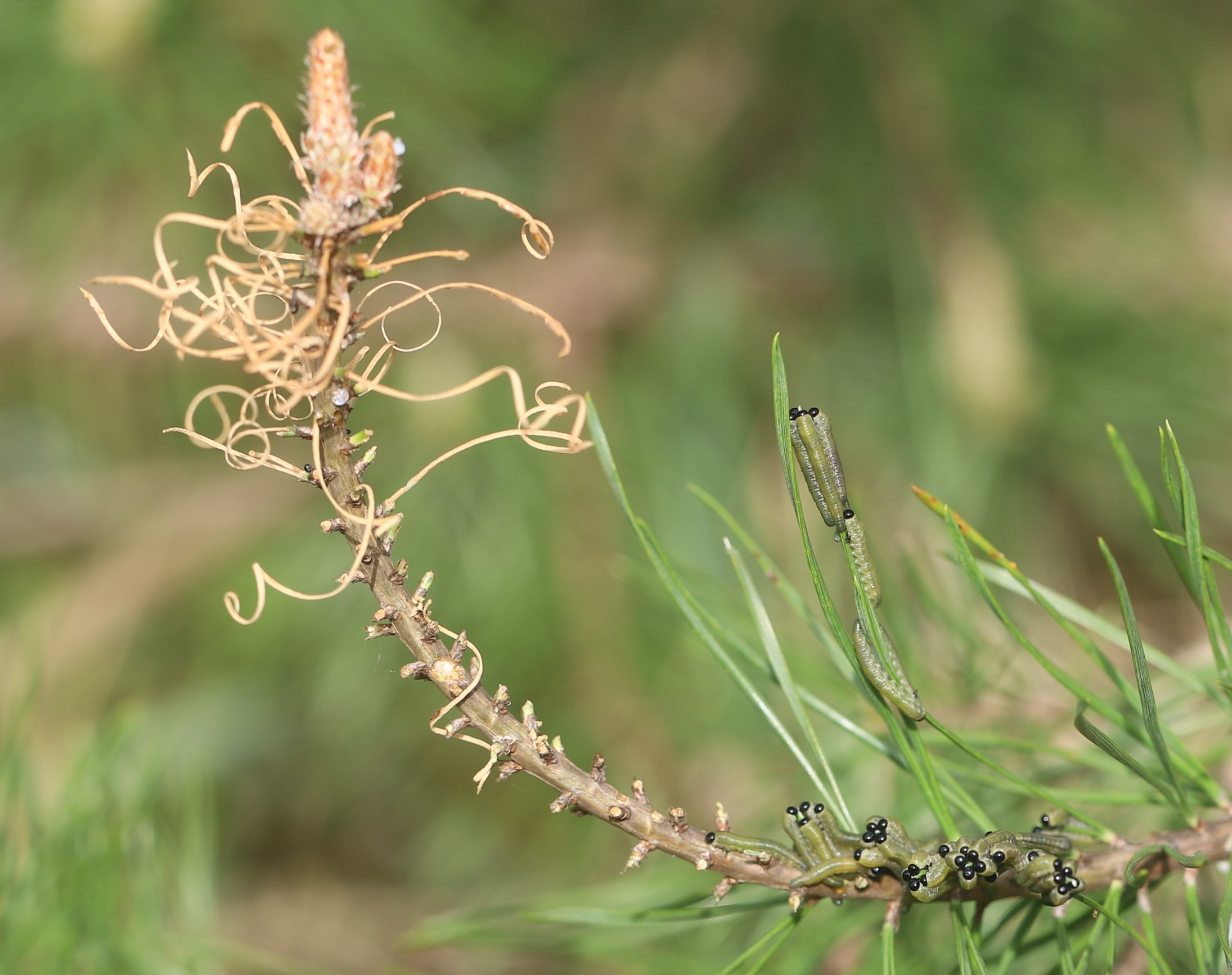
Larven an einem Kiefernzweig, die Nadeln am Zweigende wurden von den Junglarven abgenagt
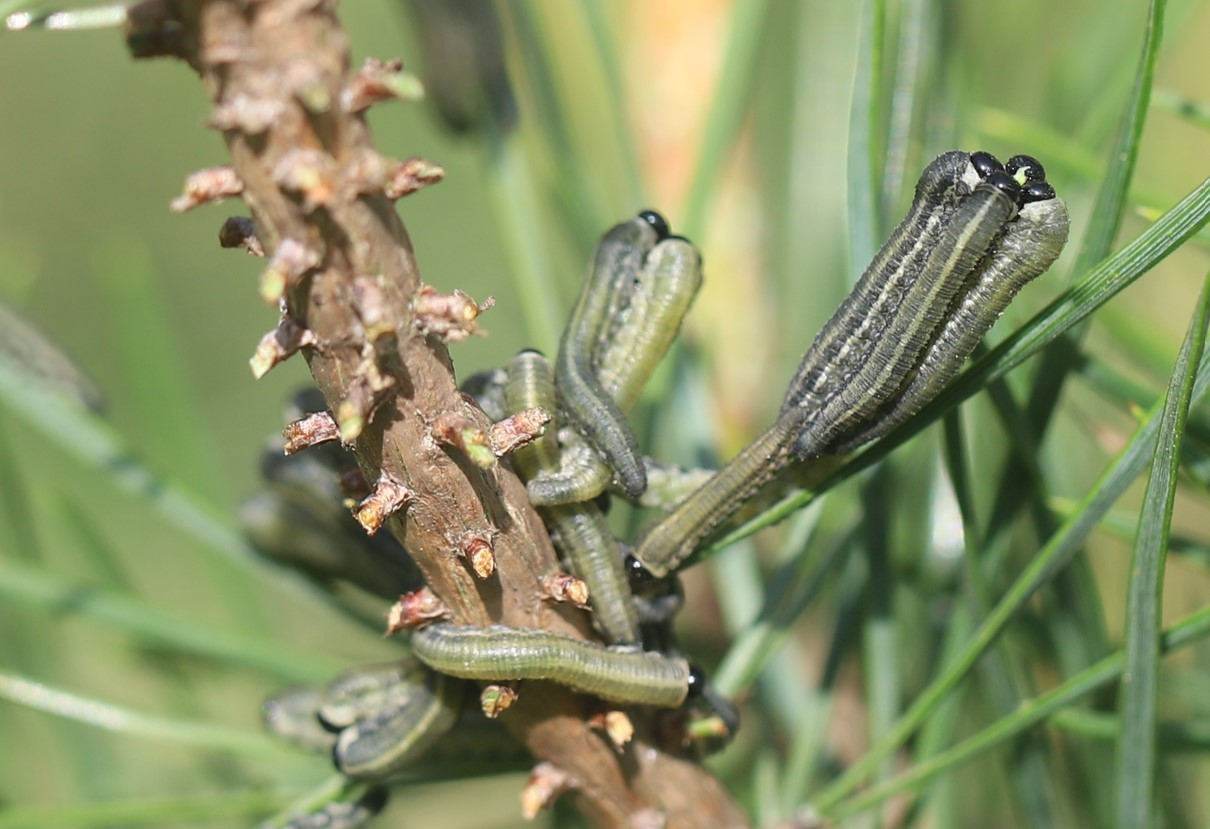
Typisches Fraßbild der Larven von Neodiprion sertifer
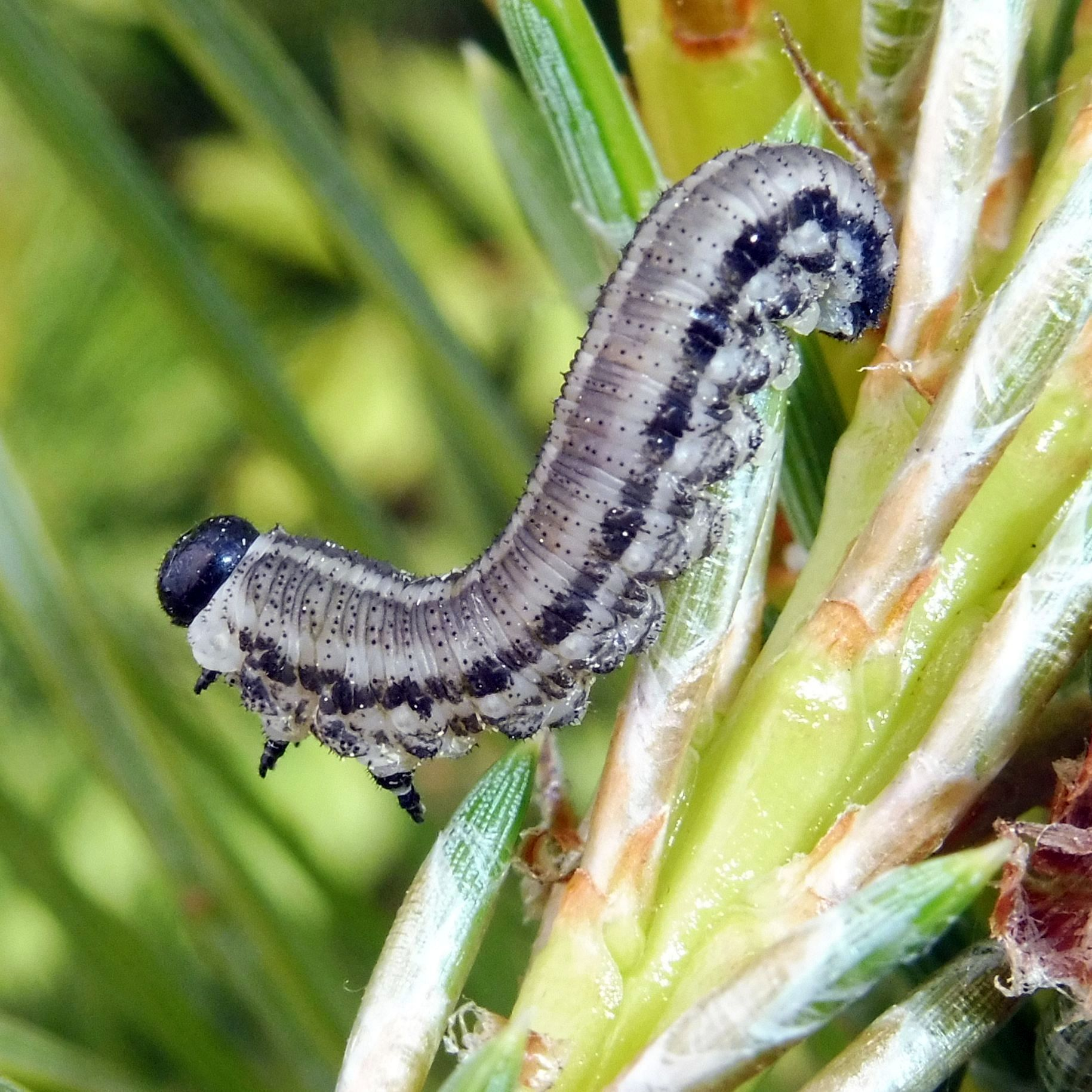
Reife Larve
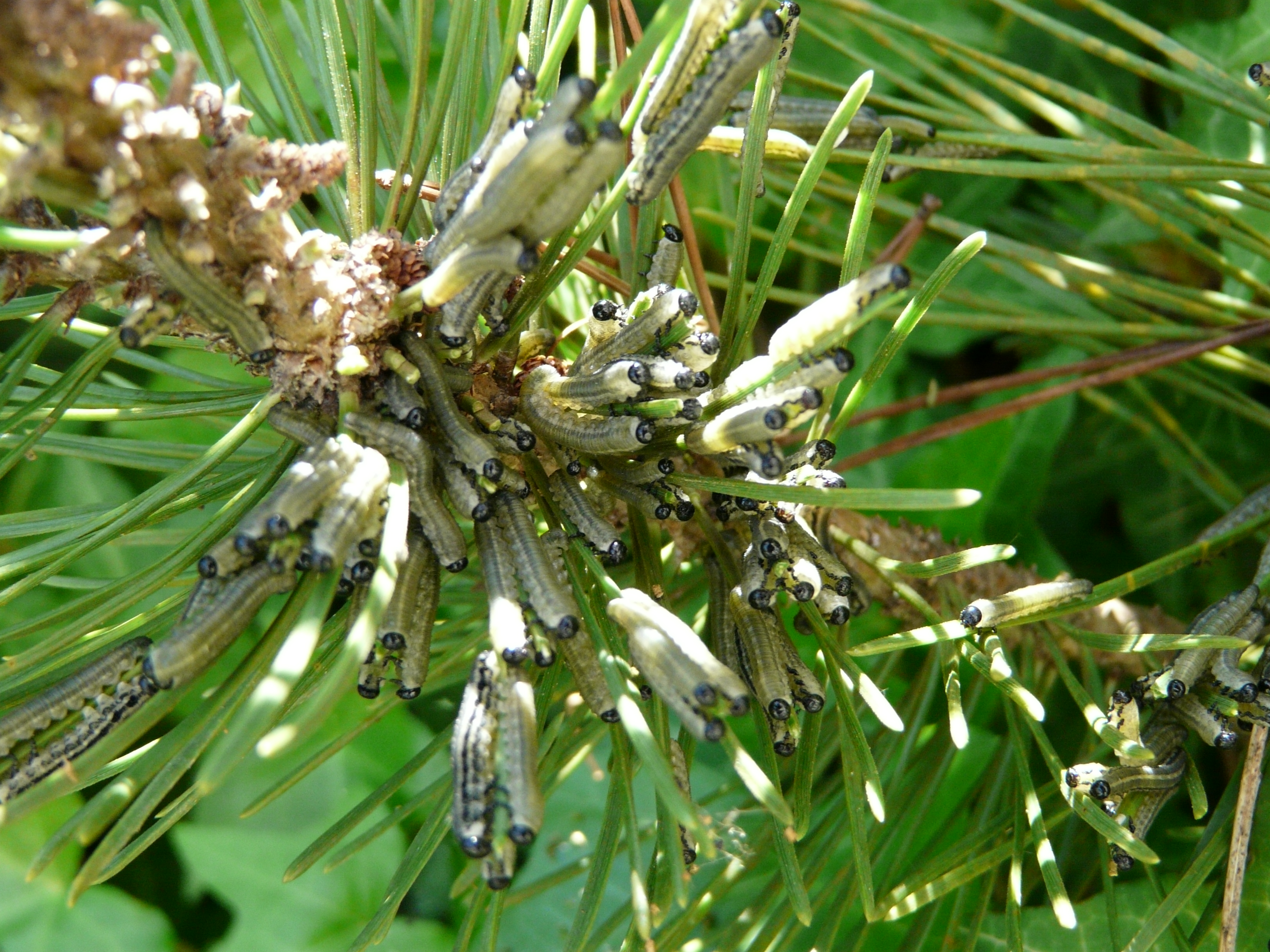
Larven an einem Kiefernzweig
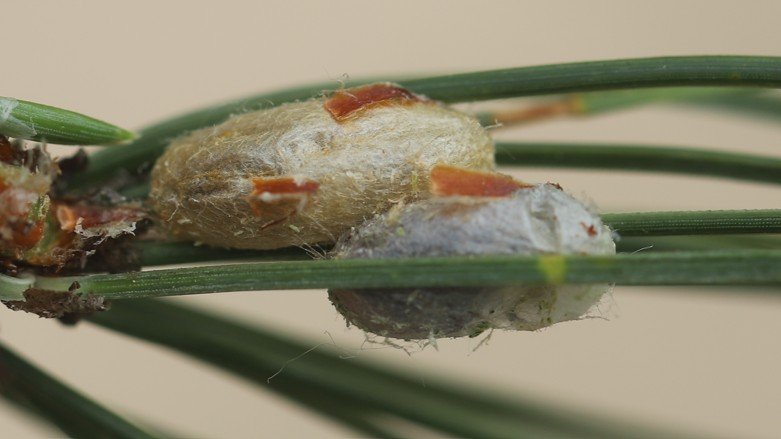
Kokons aus Zucht, gewöhnlich findet die Verpuppung im oder am Boden statt
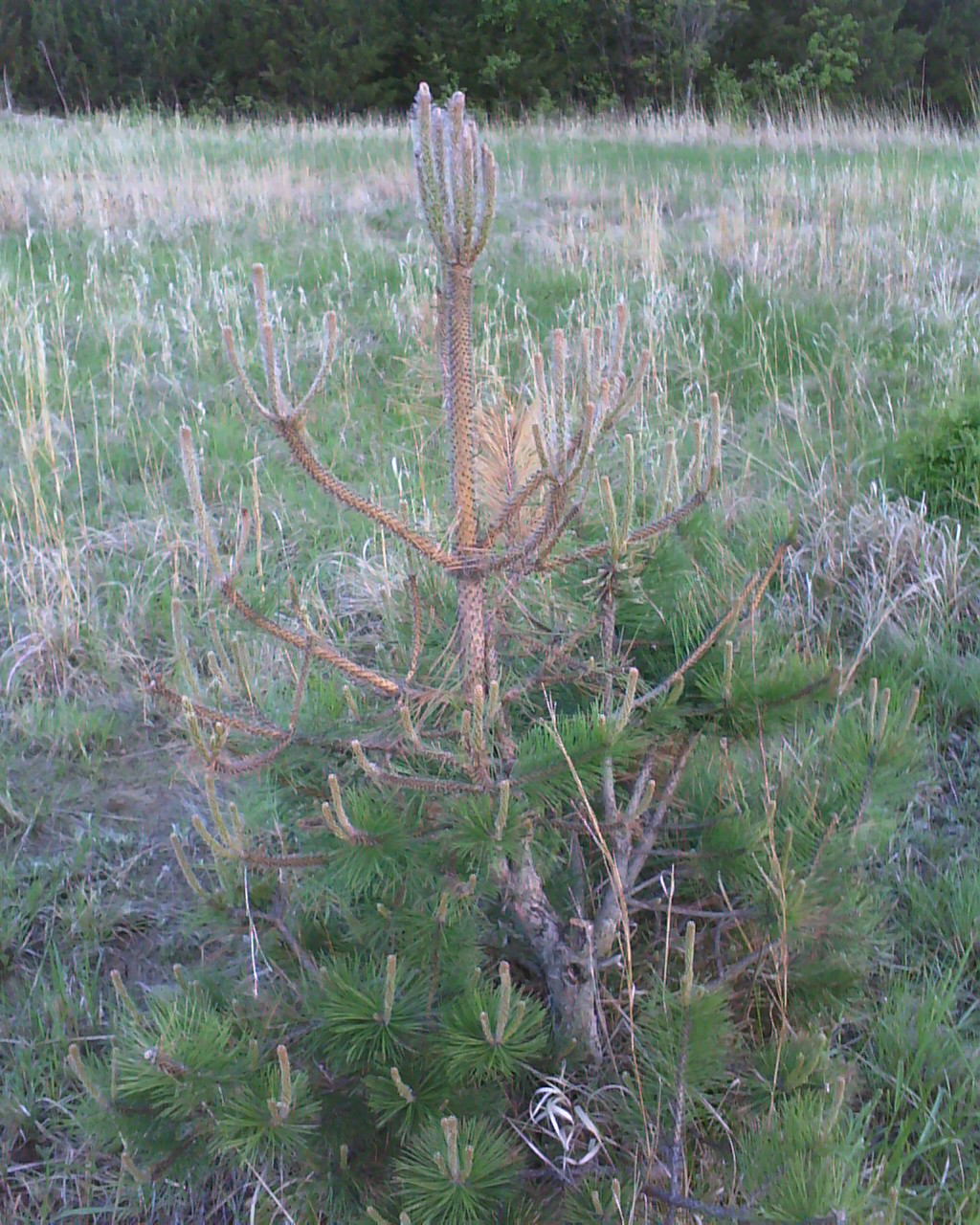
Eine von Larven teilweise abgefressene Kiefer